# Chromera velia
Chromera velia ist eine Art (Spezies) einzelliger Organismen aus den Superphylum Alveolata.
C. velia ist die einzige beschriebene Spezies der Gattung Chromera (früher provisorisch „apicomplexan-related lineage-III“, ARL-III, „Apicompexa-verwandte Linie III“); und diese Gattung ist die einzige offiziell beschriebene der Familie Chromeraceae. Allerdings gibt es Hinweise auf Gensequenzen anderer Mitglieder der Familie.
Die Entdeckung von C. velia hat ein neues Interesse an der Erforschung von Protisten geweckt, und zwar sowohl von Mikroalgen, als auch von Parasiten und freilebenden Protozoen.
Die überkommene strikte Trennung zwischen „botanischen“ Protisten (Mikroalgen) und „zoologischen“ Protisten (Protozoen) wird durch C. velia infrage gestellt, denn die Spezies kann als ein gutes Beispiel für eine Brücke zwischen beiden Kategorien angesehen werden.
C. velia weist typische Merkmale der Alveolata auf, ist phylogenetisch mit der Alveolata-Untergruppe Apicomplexa nahe verwandt.
C. velia enthält ein photosynthetisch aktives Plastid (d. h. Chloroplast), während die Apicomplexa ein nicht-photosynthetisches Plastid, den Apicoplast, besitzen.
C. velia ist auch mit einer anderen Untergruppe der Alveolaten, den Dinozoa (mit den Dinoflagellaten), verwandt, von denen die meisten ebenfalls photosynthetisch aktiv sind.
C. velia verwendet als primäre Energiequelle Metaboliten (Stoffwechselprodukte) aus seinem Plastid (reduzierten Kohlenstoff).
Dasselbe gilt für Vitrella brassicaformis, einem „Cousin“ von C. velia. Beide sind als Mitglieder der Colpodellales phylogenetisch gesehen die den Apicomplexa am nächsten stehenden autotrophen Organismen.
Für die gesamte den Apicomplexa nahestehende Gruppe, zu der auch die Gattung Colpodella gehört, sind verschiedene Bezeichnungen nach der botanischen oder zoologischen Nomenklatur gebräuchlich, darunter Chromeridophyceae, Chromeraceae, Chromerida, Colpodellida und Chrompodellida.
C. velia ist von Interesse für die Erforschung von Parasiten der Apicomplexa (darunter die Gattung Plasmodium mit den Malaria-Erregern); insbesondere bzgl. deren Evolution und in Verbindung damit auch ihrer Anfälligkeit für Medikamente.
Studien zu C. velia und auch V. brassicaformis sind von großem Nutzen für das Verständnis der Biochemie, Physiologie und Evolution der Dinoflagellaten und der Apicomplexa. Unter den Apicomplexa stehen sowohl die Malariaparasiten im Fokus, aber auch die anderen Parasiten/Endosymbionten dieser Gruppe.

## Terminologie der Plastiden
„Apicoplast“ ist ein Fachbegriff, der von dem Wort ‚Plastid‘ abgeleitet ist.
Das Wort „Plastid“ ist eine Verallgemeinerung des Begriffs „Chloroplast“ und beschreibt auch Organellen, die offensichtlich von (endosymbiotischen) Mikroalgen abstammen bzw. von deren photosynthetischen Chloroplasten, die selbst keine Photosynthese mehr betreiben und meist auch kein Chlorophyll oder andere lichtabsorbierende Pigmente mehr enthalten.
Ein bekanntes Beispiel sind die Parasiten der Apicomplexa.
Die meisten Mitglieder dieser Gruppe enthalten immer noch ein Genom im Plastid, was darauf hindeutet, dass die Organellen der Vorfahren dieser Linie einst photosynthetisch waren;
d. h. diese Plastiden haben ihre Lichtreaktionsmaschinen und meist auch ihre lichtabsorbierenden Pigmente im Lauf der Evolution und dem Übergang zum Parasitismus verloren.
Sie ähneln in dieser Beziehung parasitierenden Pflanzen, die auch ihr Chlorophyll verloren haben.
Das Plastid von Chromera velia selbst ist jedoch (noch) photosynthetisch aktiv. Bei der Mehrheit der Apicomplexa-Verwandten ist das Plastid jedoch nicht mehr zur Photosynthese fähig, und einige enthalten gar kein Plastid mehr.
Man nimmt an, dass das photosynthetische Plastid der Vorfahren der Apicomplexa dem Plastid von C. velia oder dem von Vitrella brassicaformis sehr ähnlich gewesen ist.
So wie sich der Begriff „Plastid“ für die von Chloroplasten abgeleiteten Organellen nicht-photosynthetischer Protisten durchgesetzt hat, hat sich auch der Begriff „Apicoplast“ für das Plastid der Apicomplexa durchgesetzt.
Im heutigen Sprachgebrauch umfasst der Begriff „Plastid“ auch die Chloroplasten und andere von  photosynthetischer Organismen verwendet werden, sowie alle von diesen abgeleitete Organellen (wie die verschiedenen Leukoplasten und Chromoplasten) und hat somit eine allgemeine unterschiedslose Verwendung.

## Isolation und Kultivierung

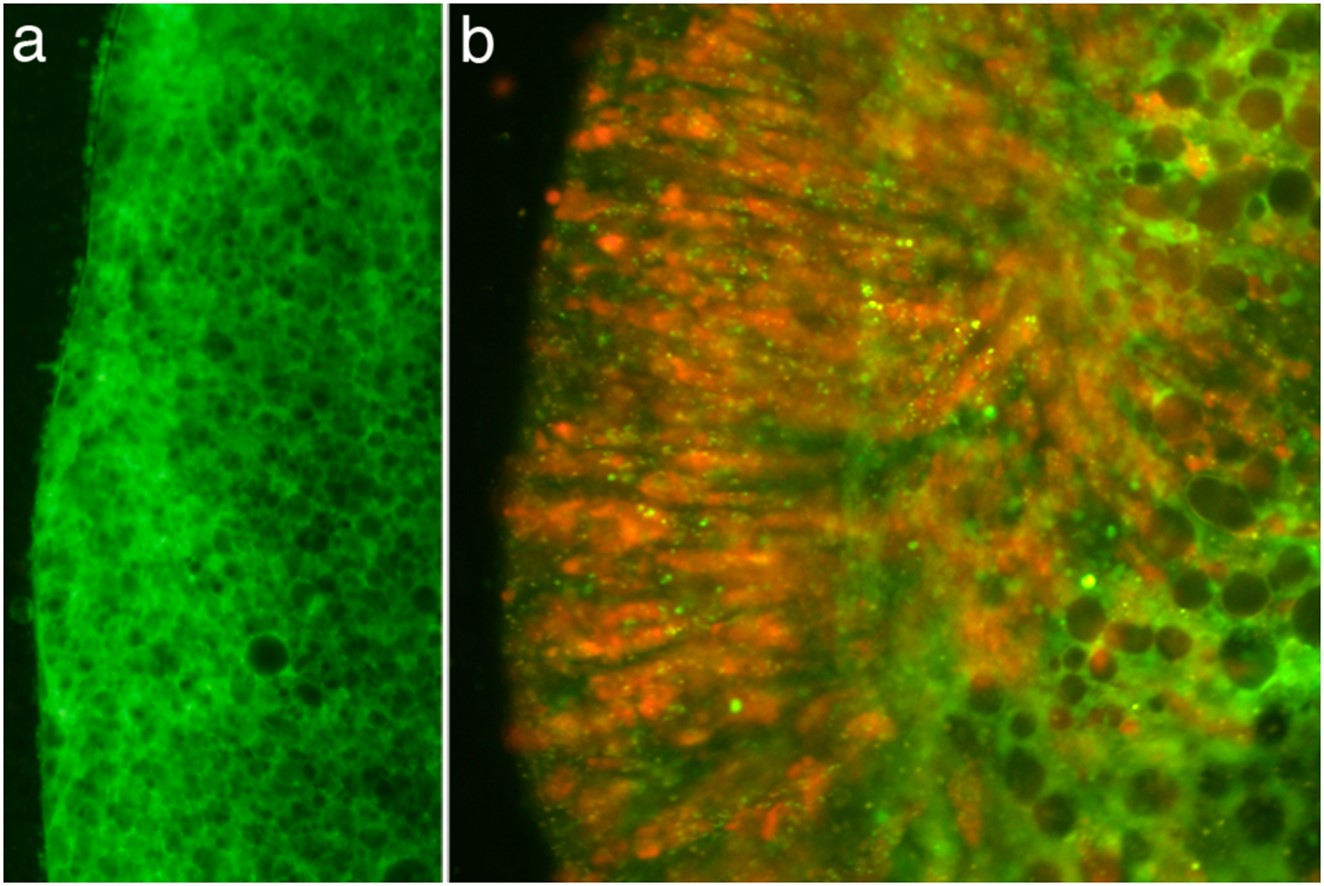
Larven von Acropora digitifera als einer der fakultativen Wirte von C. veelia:
a Uninfizierte Larve von A. digitifera ohne rote Fluoreszenz.
b Infizierte Larve 4 Stunden nach der Infektion. Die Chromera-Chloroplasten sind für die beobachtete rote Fluoreszenz verantwortlich.

Chromera velia wurde erstmals von Bob Moore (damals am Carter Lab der Universität Sydney) aus der Steinkoralle Plesiastrea versipora (Familie Faviidae) aus einer im Dezember 2001 von Thomas Starke-Peterkovic und Les Edwards im Hafen von Sydney, New South Wales (Australien) genommenen Probe isoliert.
Sie wurde von Moore in Symbiose mit der Steinkoralle Leptastrea purpurea (ebenfalls Familie Faviidae) kultiviert, die aus einer von Karen Miller und Craig Mundy im November 2001 bei One Tree Island (Great Barrier Reef), Queensland (Australien), genommenen Probe stammte.
In jüngerer Zeit isolierten Cumbo et al. Chromera velia von einer anderen Steinkoralle, Montipora digitata, aus der Nelly Bay, Magnetic Island in der inneren zentralen Region des Great Barrier Reef (GBR). Dieser Chromera-Stamm kann Larven der beiden Acropora-Arten A. digitifera und A. tenuis infizieren. Die Verbreitung von Chromera ist jedoch nicht auf Korallen um Australien beschränkt, sie wurde inzwischen auch aus Agaricia agaricites (Agariciidae) in der Karibik isoliert und auch in Sequenzdaten aus Curaçao identifiziert.
Kulturen von C. velia werden heute in der NCMA-Kultursammlung in Maine (USA) gehalten und sind auch in anderen Kultursammlungen wie CCAP (Großbritannien) und SCCAP (Skandinavien) zu finden.
Konserviertes Material ist im Australian Museum, Sydney, als Holotyp/Hapantotyp Z.6967 hinterlegt (konservierte Kultur eingebettet in PolyBed 812 und separat auch in absolutem Ethanol aufbewahrt).

## Phylogenie
Mit Hilfe der DNA-Sequenzierung wurde die Verwandtschaft von C. velia, Dinoflagellaten und Apicomplexa festgestellt.
Die DNA des Genoms wurde von C. velia extrahiert, um Vorlagen für die PCR (Polymerase-Kettenreaktion) zu liefern. Als die Sequenzen der so amplifizierten Gene mit denen anderer Arten verglichen wurden, ergaben biostatistische Methoden, dass C. velia auf einem phylogenetischen Zweig nahe der Apicomplexa liegt.
Durch eine Reihe weiterer phylogenetischer Tests an orthologen Genen ähnlicher Organismen konnte dann C. velia nicht nur mit den Apicomplexa, sondern auch mir den Dinoflagellaten (die auch Alveolaten sind) in Verbindung gebracht werden.
Sowohl der Zellkern als auch das Plastid von C. velia zeigten die Abstammung von bzw. Zugehörigkeit zu den Alveolaten.
Eine spätere Studie der Plastidengenome von C. velia und Vitrella brassicaformis hat noch detaillierter gezeigt, dass die Plastiden von Peridinin-Dinoflagellaten (dazu Peridiniphycidae mit Peridiniella, Peridinium, Pfiesteria, Ceratium), die Apicomplexa und Chromerida dieselbe Abstammung haben und ihr Plastid von Rotalgen abstammt (siehe Komplexe Plastiden §Chromerida).
Metagenomik-Analysen aus marinen Umgebungen hatten 2012 gezeigt, dass es weitere bis dato unbeschriebene Arten geben muss, die mit C. velia, und Vitrella brassicaformis verwandt und mit Korallen assoziiert sind. Derartige Lebensgemeinschaften sind offenbar weltweit verbreitet.
Die 2013 von Janouškovec et al. provisorisch als „apicomplexan-related lineage-V“ (ARL-V, „Apicompexa-verwandte Linie V“), bezeichneten Organismen bzw. Gensequenzen – (damals) noch nicht kultivierte und noch nicht beschrieben – wurden ursprünglich auch in der nahen Verwandtschaft diese beiden Gattungen gesehen. Sie sind fakultativ mit Steinkorallen der Gattung Montastraea (darunter M. franksi und M. annularis; siehe M. cavernosa) und der Art Gorgonia ventalina assoziiert und werden als potenziell photosynthetische Symbiosespezialisten heute als Sondergruppe Corallicolida den Apicomplexa zugeordnet.

## Forschungsgeschichte
Der Erstbeschreibung und Benennung des Organismus durch Oborník et al. (2011) lag nur das unbewegliche Stadium als Gegenstand zugrunde. Danach wurde in mehreren Arbeiten die vegetative, bewegliche Form beschrieben, bei deren Zystenbildung eine Reihe von acht Geschwistern aus der Vorläuferzelle entstehen.
Eine Struktur, die dem namensgebenden apikalen Komplex im Flagellen-Stadium der Apicomplexa ähnelt, umfasst ein Conoid oder Pseudoconoid und lange sackförmige Mikroneme, was die Verwandtschaft mit den Apikomplexa bestätigt.
Die erste Chromera-Konferenz und der erste Chromera-Workshop fanden vom 21. bis 25. November 2011 in der Heron Island Research Station in Queensland (Australien) statt.
Zu den Höhepunkten gehörten neben dem Tauchen (nach Korallenwirten) die Kultivierung; unter anderem wurde dort auch die offiziellen Beschreibung des zweiten isolierten Chromeriden, Vitrella brassicaformis, angekündigt.
An der Konferenz und dem Workshop, die ein breites Spektrum an Themen behandelten, nahmen sowohl Dozenten als auch Studenten teil; weitere Treffen wurden vereinbart.
Weitere Arbeiten zur Verwandtschaft der Chromerida und Apicomplexa innerhalb der Alveolata sind nötig, insbesondere ist die genaue Funktion der apikalen Komplexe der Chromerida noch unbekannt, auch wenn diese Organellen in einigen Details bereits untersucht wurden.
Eine zweite Konferenz fand vom 22. bis 25. Juni 2014 in České Budějovice (Südböhmen, Tschechische Republik), statt.

## Plastid
Das Plastid von Chromera velia hat vier umhüllende Membranen und enthält Chlorophyll a, während Chlorophyll c fehlt. Untersuchungen der Photosynthese von C. velia zeigten, dass die photosynthetische Kohlenstoffassimilation sehr effizient ist, und zwar im Sinne einer Anpassungsfähigkeit an ein breites Spektrum von Lichtregimen, von starkem bis zu schwachem Licht.
Wie bei einigen anderen Algen, die nur Chlorophyll a enthalten – wie z. B. Nannochloropsis (Stramenopile) – scheint das Fehlen von Chlorophyll c diese Einzeller also in keiner Weise zu schwächen. Zu den akzessorischen Pigmenten (zusätzliche oder Hilfspimente) in C. velia gehört Isofucoxanthin.
Im Gegensatz zu anderen eukaryotischen Algen, die im Plastidengenom nur UGG-Codons (diese Angabe bezieht sich wie auch die folgenden auf die mRNA) zur Kodierung der Aminosäure Tryptophan (Trp) verwenden, enthält das Plastidengenom von C. velia das Codon UGA an mehreren Positionen, die Tryptophan kodieren, darunter in einem Gen namens psbA. und anderen.
Das UGA-Trp-Codon ist charakteristisch für Apicoplasten und Mitochondrien verschiedener Apicomplexa, war aber bis zur Entdeckung von C. velia in keinem photosynthetischen Plastiden gefunden worden.
In ähnlicher Weise findet sich eine Vorliebe für Poly-(U)-Schwänze (in der DNA entspricht die einem Poly(A)-Schwanz, d. h. einer Polyadenylierung), speziell in der Untergruppe der im Plastid kodierten Gene, die in C. velia an der Photosynthese beteiligt sind.
Die Entdeckung dieser beiden genetischen Merkmale, des UGA-Trp und der Poly-(U)-Schwänze in den Photosynthesegenen, zeigt, dass C. velia ein geeignetes Modell zur Untersuchung der Evolution des Apicoplasten darstellt.
Ein weiteres charakteristisches Merkmal von C. velia ist der Fakt, dass sein Plastidengenom nicht ringförmige geschlossen ist (lineares Mapping).
Janouškovec et al. präsentieren 2013 auch den Expressionsweg DNA → RNA → Photosystem I Protein A1. Es wird nicht als einzelnes Transkript oder gar als einzelnes Translationsprodukt aufgebaut, sondern bekomm ungewöhnlich spät erst nach diesem Schritt seine endgültige Aminosäuresequenz.

## Mitochondrium
Das mitochondriale Genom von Chromera velia kodiert nur für die Gene cox1 und cox3 sowie mehrere fragmentierte rRNA-Moleküle.
Dieses mitochondriale Genom ist eine Stufe weiter entwickelt als das von Vitrella brassicaformis und der Peridinin-Dinoflagellaten, die drei proteinkodierende Gene (cox1, cox3, und cob) enthalten. Trotzdem haben beide Linien – C. velia und die Dinoflagellaten – funktionierende Mitochondrien, da die lebensnotwendigen mitochondrialen Gene in den Zellkern verlagert wurden.
Die meisten bisher sequenzierten Mitochondrien-Genome von Apicomplexa haben auch nur drei proteinkodierende Gene, darunter cox1 neben einer Reihe fragmentierter rRNA-Gene. Eine bekannte Ausnahmen von dieser Regel ist die Gattung Cryptosporidium, scheint ihr mitochondriales Genom völlig verloren zu haben, und das Organell erfüllt nun die metabolische Funktion eines Mitosoms.
Der Mitochondrienapparat von C. velia unterscheidet sich dabei deutlich von dem des anderen Chromeriden V. brassicaformis. Nach neueren Erkenntnissen fehlen die Atmungskomplexe I und III von C. velia und die Funktion des Komplexes III wurde von einer Laktat->Cytochrom-C-Oxidoreduktase übernommen.
Im Gegensatz dazu hat das ursprünglichere mitochondriale Genom von V. brassicaformis einen kanonischen (d. h. herkömmlichen) Komplex III behalten.
Ein unerwarteter Befund bei Chromera war ein mit 1 μm Durchmesser vergleichsweise großes, von zwei Membranen umschlossenes Organell, das ursprünglich für das Mitochondrium gehalten wurde.
Dabei handelt es sich möglicherweise nicht um ein Mitochondrium, sondern um ein „Chromerosom“ genanntes Extrusosom.
Die tatsächlichen Mitochondrien hingegen erwiesen sich als klein und zahlreich, genau wie bei anderen Alveolata.

## Evolution

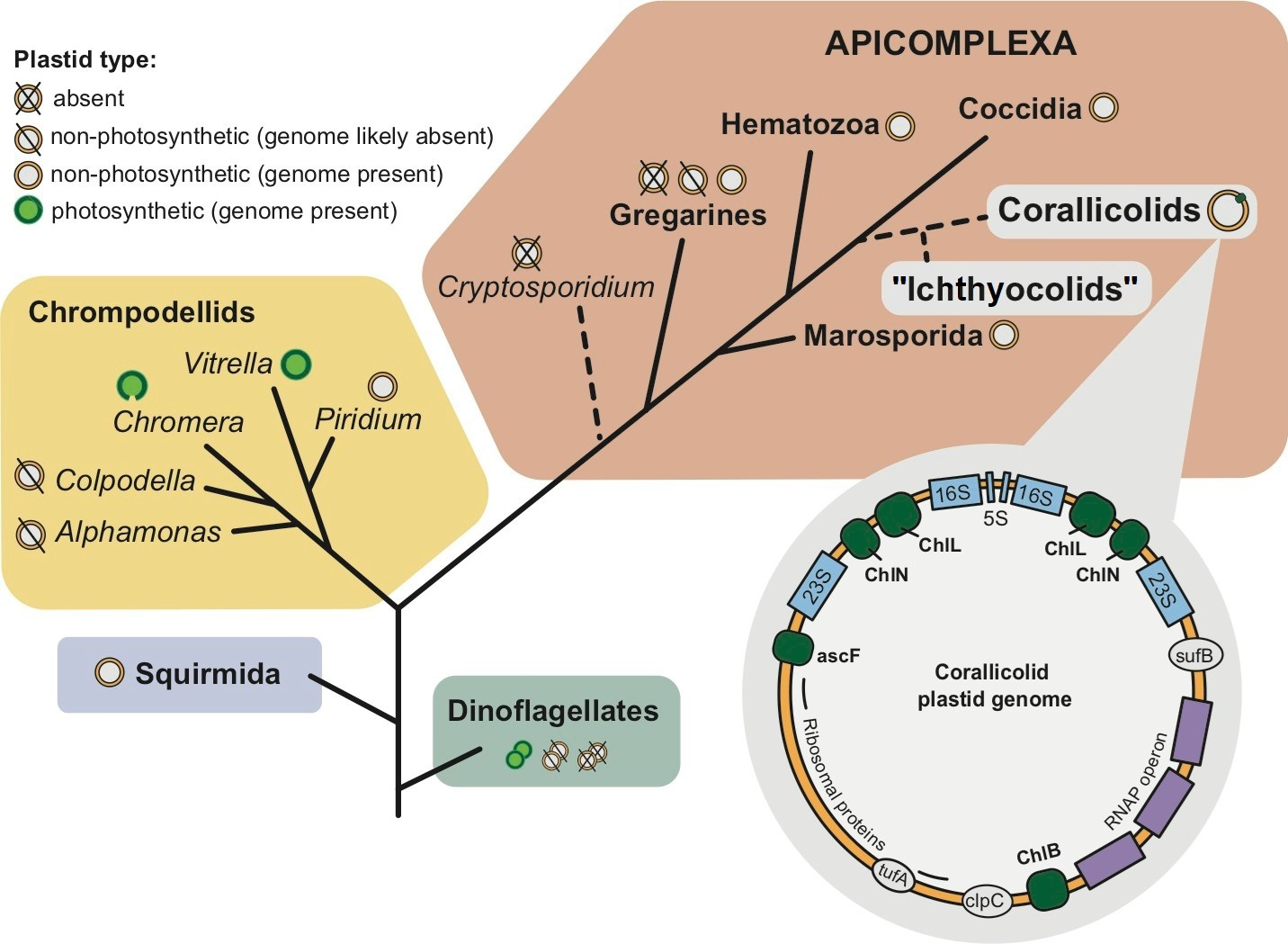
Phylogenie von Chromera, der Apicomplexa und ihrer nahen Verwandten mit Darstellung der mutmaßlichen phylogenetischen Position der Corallicolida, sowie ihres Apicoplasten. Die Unterbrechung im DNA-Ring des Plastidengenoms bei Chromera verweist auf dessen Linearität.

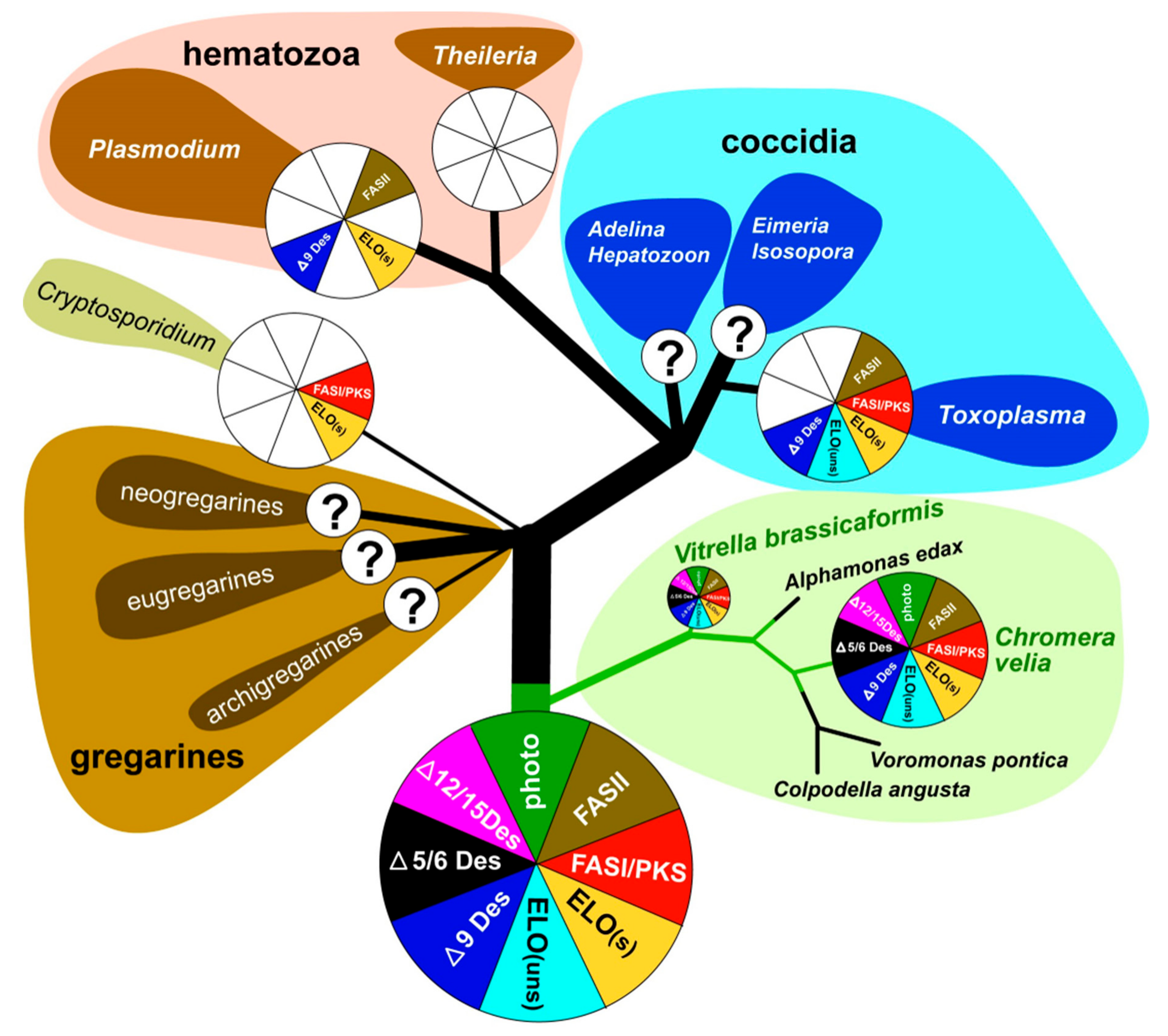
Entwicklung der Fettsäuresynthases (FAS) in Chromerida und Apicomplexa.

Chromera velia mit seinem einzigartigen Plastid, das den Apicoplasten ähnelt, ist ein wichtiges Bindeglied in der Evolutionsgeschichte der Apicomplexa.
Vor der Entdeckung und Beschreibung von C. velia gab es viele Hypothesen über photosynthetische Vorfahren der parasitischen Apicomplexa. Eine ausführliche Geschichte der Charakterisierung der Apicomplexa und ihrerApicoplast-Organellen findet sich z. B. bei Vargas Parada (2010).
Heute wird vermutet, dass die Apikomplexa mit ihrem Apicoplast als „Reliktchloroplast“, einst in der Lage waren, Energie durch Photosynthese zu gewinnen. Frühe Apikomplexa oder ihre unmittelbaren Vorfahren könnten eine symbiotische Beziehung, mit dem sie umgebenden Korallenriff eingegangen sein. Dafür hätten diese früheren Organismen einen funktionierenden Chloroplasten besitzen müssen. Dann, so die Annahme, ging diese autotrophe Fähigkeit verloren, und die Apikomplexe entwickelten sich langsam zu Parasiten, die zum Überleben von ihren Wirten abhängig sind.
Zwar wird noch immer darüber diskutiert, warum die Apicomplexa ihre photosynthetischen Fähigkeiten opferten und zu Parasiten wurden, aber man hofft, dass die Untersuchung verschiedener Aspekte der Chromerida-Evolution Aufschluss geben wird – insbesondere der Entwicklung des von den Parasiten zum Eindringen in Wirtszellen genutzten apikalen Komplexeses.
Im Juli 2015 wurden die vollständigen Genomsequenzen von Chromera velia und Vitrella brassicaformis veröffentlicht. Dadurch wurde eine Reihe von Genen entdeckt, die beim Übergang von einer freilebenden Lebensweise zu einer parasitären Lebensweise angepasst wurden.
Das Plastidengenom von C. velia ist ungewöhnlich, weil es nachweislich linear ist und gesplittete Gene für wichtige Photosystemfunktionen enthält.
Das lineare des Plastidengenoms von C. velia verdeutlicht, dass dies kein Urorganismus ist, sondern eine abgeleitete Form, die sich vermutlich aus einem photosynthetischen Alveolaten mit gewöhnlichem zirkulärem Plastidengenom entwickelt hat, so wie es auch bei dem anderen bekannten Chromeriden Vitrella brassicaformis vorhanden ist.
Auch der Geißelapparat, den Chromera, Vitrella und die Apikomplexa in motilen Stadien ihres Lebenszyklu aufweisen, ist Gegenstand zahlreicher Forschungen, die sich mit dem morphologischen Wandel dieses Organells während der Entstehung des Parasitismus bei den Apicomplexa befassen.
Es scheint, dass C. velia bei Bedarf oder bei geeigneten Umweltbedingungen als freilebender Phototropher existiert, aber auch Korallenlarven infizieren und dort als intrazellulärer Parasit leben kann.

## Pharmakologische Bedeutung
Ein potenziell wichtiger Aspekt der Erforschung von Chromera velia ist neben der Stellung als fehlendes Bindeglied (englisch „missing link“) zwischen Algen- und Parasitenarten ist das Potenzial für die Entwicklung neuer Malariamittel bzw. die Klärung der Wirkungsweise bestehender Malariamittel. Viele Medikamente, die seit langem klinisch eingesetzt werden, beeinflussen Funktionen im Apicoplast der Malaria-Erreger (Apicomplexa-Gattung Plasmodium).
Die wesentliche biologische Funktion des Apicoplasts ist die Produktion von Isoprenoiden und ihren Derivaten, ohne die die Parasiten nicht leben können.
Chromera velia könnte als geeignetes Modell für die Entwicklung von Malariamedikamenten dienen, da es sozusagen den ursprünglichen Apicoplast enthält und sein Kerngenom dem der ursprünglichen Parasiten-Vorläufer sehr ähnlich sein sollte. Im Labor kann die Arbeit mit den parasitischen Apikomplexen schwierig, gefährlich und teuer sein, denn sie müssen in Gewebekultur lebende Wirtszellen infizieren, um lebensfähig zu bleiben und sich zu vermehren. Die Spezies C. velia ist mit ihnen verwandt und in der Lage, unabhängig von ihren normalen tierischen Wirten zu leben, und daher einfacher zu halten. Die Art kann daher leicht und kostengünstig im Labor gezüchtet werden und könnte daher ein Labormodell für das Verständnis oder die Entwicklung von Malariabehandlungen darstellen.
Nicht nur der Mensch ist Infektionen durch Apicomplexa wie Plasmodium und Cryptosporidium ausgesetzt, auch Tiere (Säugetiere) erkranken an Infektionen durch Apicomplexa wie Toxoplasma, Babesia, Neospora und Eimeria.
Viele Säugetiere sind von Varianten der Malaria betroffen, die von verschiedenen Arten der Plasmodium-Ordnung Haemosporidia hervorgerufen werden.
Es wird angenommen, dass fast jedes Säugetier auf der Erde von einer oder mehreren Arten von Apicomplexa-Parasiten befallen wird. Die wirtschaftliche Belastung durch diese Parasiten wird auf mehrere Milliarden Dollar geschätzt, zusätzlich zu den Kosten, die diese Organismen für Mensch und Tier verursachen.
Ein besseres Verständnis der evolutionären Rolle und der Funktionen des Apicoplasten und des apikalen Komplexes könnte sich also auch positiv auf die Erforschung der Apicomplexa-Parasiten von Nutztieren auswirken. Daher sind Erkenntnisse über C. velia sowohl für die Human- als auch die Veterinärmedizin, die Landwirtschaft, und schließlich die Ökologie von Interesse.

## Ökologie
Eine Studie aus dem Jahr 2013 zeigte, dass Chromera in Korallen eine symbiotische Rolle spielen kann, indem sie bei der Steinkoralle Montipora digitata „vertikal“ vom Elternteil über das Eistadium auf die Nachkommen übertragen wird.
Die Chromera-Zellen konnten aus den Eiern von M. digitata isoliert und kultiviert werden. Sie wurden anschließend zur vorübergehenden Besiedlung von Larven der Acropora-Steinkoralle verwendet.
Das bekannte Wirtsspektrum von Chromera umfasst daher (siehe §Isolation und Kultivierung) die Korallen M. digitata, Plesiastrea versipora (als typischen Wirt) und Leptastrea purpurea (als alternativer Wirt) und erstreckt sich über tropische und gemäßigte Gewässer.
Der Symbiont kann Stoffwechselprodukte (Metaboliten) aus dem Wirt beziehen, und es wurde vorgeschlagen, dass dies seine Wachstumsrate innerhalb des Wirts erhöhen sollte.
Bzgl. der kultivierten Chromerida wie C. velia wird davon ausgegangen, dass sie zwischen einem freilebenden und einem korallenassoziierten Zustand wechseln können, da sie in den Eiern von M. digitata gefunden wurden, aber auch in Gemeinschaft mit Makroalgen gefunden wurden, wie aus deren Metagenomdatensätzen hervorgeht.
Das Spektrum der Lebensstrategien und Nischen, die Organismen aus der Verwandtschaft der Apicomplexa eingenommen werden, ähnelt daher dem Spektrum der Nischen, die von dem Korallensymbionten Symbiodinium eingenommen werden.

## Alge des Jahres 2020
Wegen ihrer Bedeutung für die Evolution der Apicomplexa und die Pharmakologie wurde die Spezies Chromera velia von der Deutschen Botanischen Gesellschaft (DBG) zur Alge des Jahres 2020 gewãhlt.

## Weiterführende Literatur
- Vivian R. Cumbo, Andrew H. Baird, Robert B. Moore, Andrew P. Negri, Brett A. Neilan, Anya Salih, Madeleine J. H. van Oppen, Yan Wang, Christopher P. Marquis: Chromera velia is Endosymbiotic in Larvae of the Reef Corals Acropora digitifera and A. tenuis. In: Protist, Band 164, Nr. 2, März 2013, S. 237–244; doi:10.1016/j.protis.2012.08.003 (englisch).
- Giada Tortorelli, Filomena Pettolino, Dehua Lai, Ales Tomcala, Antony Bacic, Miroslav Oborník, Julius Lukeš Jr., Geoffrey I. Mcfadden: The cell wall polysaccharides of a photosynthetic relative of apicomplexans, Chromera velia. In: Journal of Phycology, Band 57, Nr. 6, September 2021; doi:10.1111/jpy.13211, ResearchGate:354427765 (englisch).
- Kate Weatherby, Shauna Murray, Dee Carter, Jan Šlapeta: Surface and Flagella Morphology of the Motile Form of Chromera velia Revealed by Field-Emission Scanning Electron Microscopy. In: Protist, Band 162, Nr.&nbsüp;1, Januar 2011, S. 142–153; doi:10.1016/j.protis.2010.02.003 (englisch).
- Kate Weatherby, Dee Carter: Chapter Four - Chromera velia: The Missing Link in the Evolution of Parasitism. In: Advances in Applied Microbiology, Band 85, 2013, S. 119–144; doi:10.1016/B978-0-12-407672-3.00004-6 (englisch).
- Kiyotaka Takishita, Haruyo Yamaguchi, Tadashi Maruyama, Yuji Inagaki: A Hypothesis for the Evolution of Nuclear-Encoded, Plastid-Targeted Glyceraldehyde-3-Phosphate Dehydrogenase Genes in “Chromalveolate” Members. In: PLOS ONE, Band 4, Nr. 3, 9. März 2009, S. e4737; doi:10.1371/journal.pone.0004737 (englisch).